# Galerie des Hesperiidae

## Hesperiinae

### Hesperia

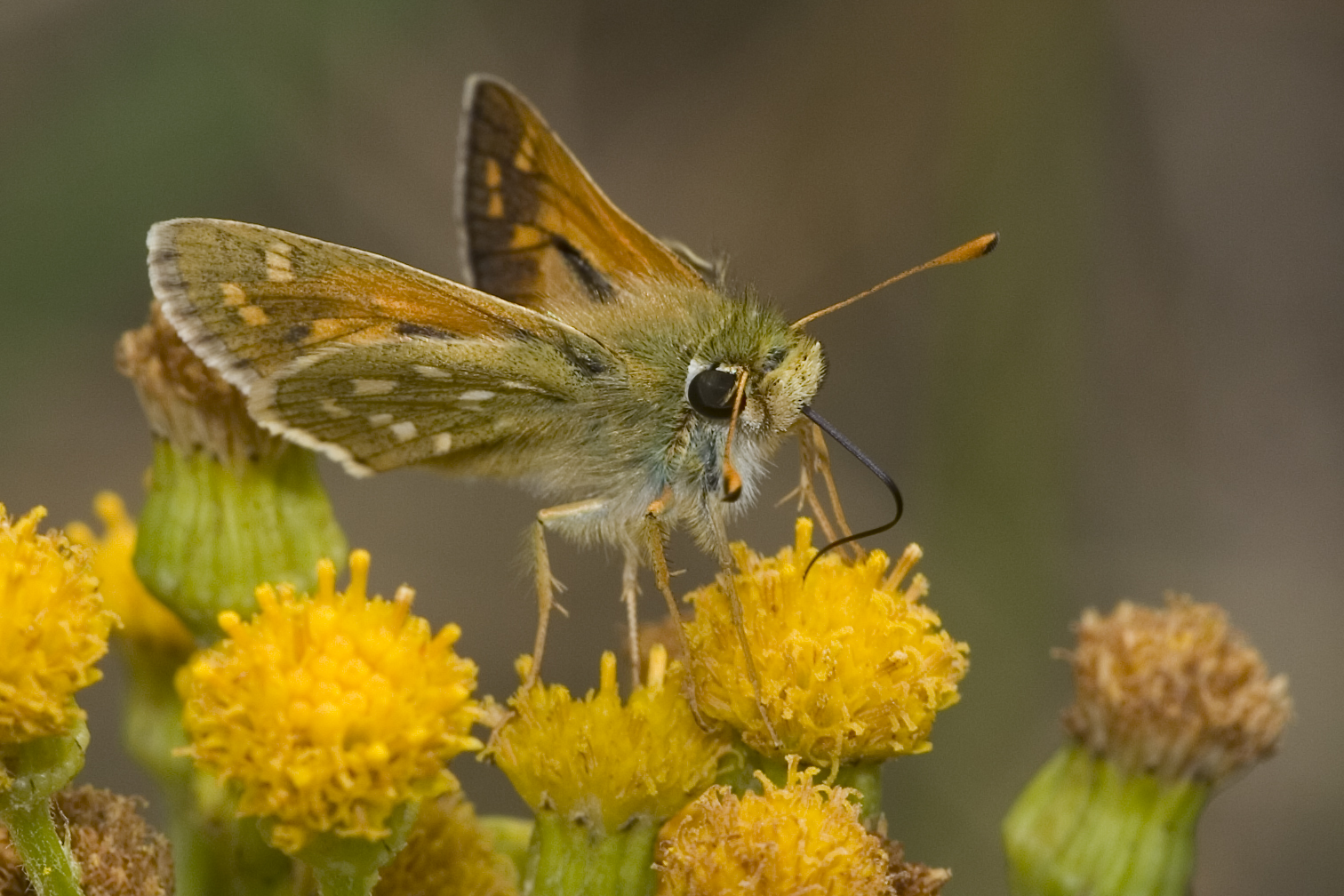
Comma
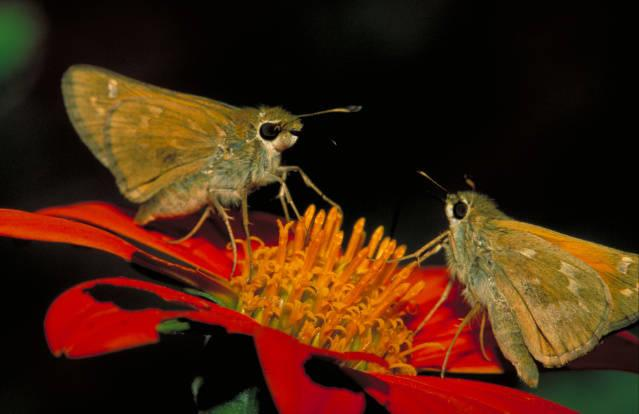

### Ochlodes

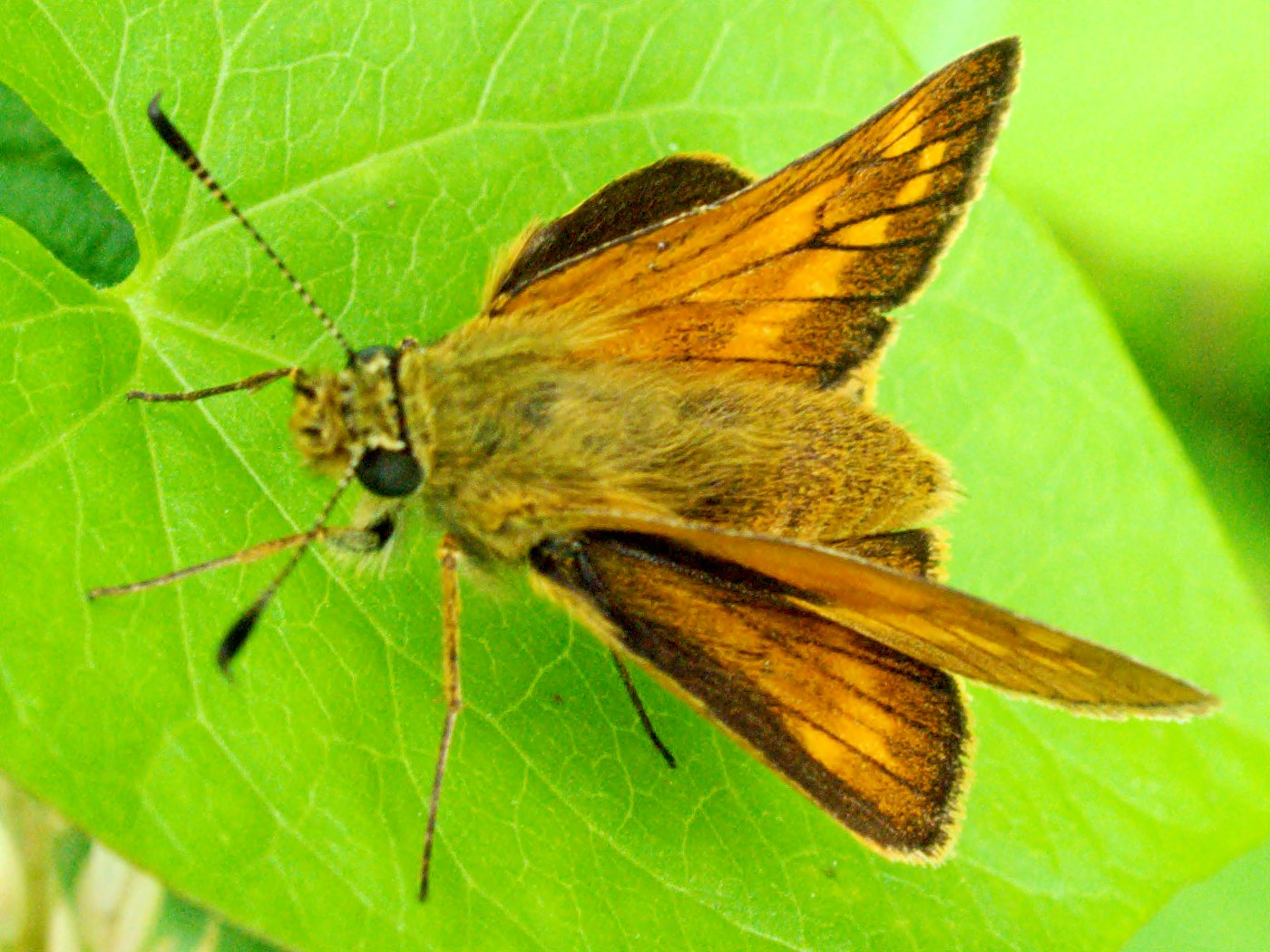
Ochlodes sylvanus (Esper, 1778)

### Thymelicus

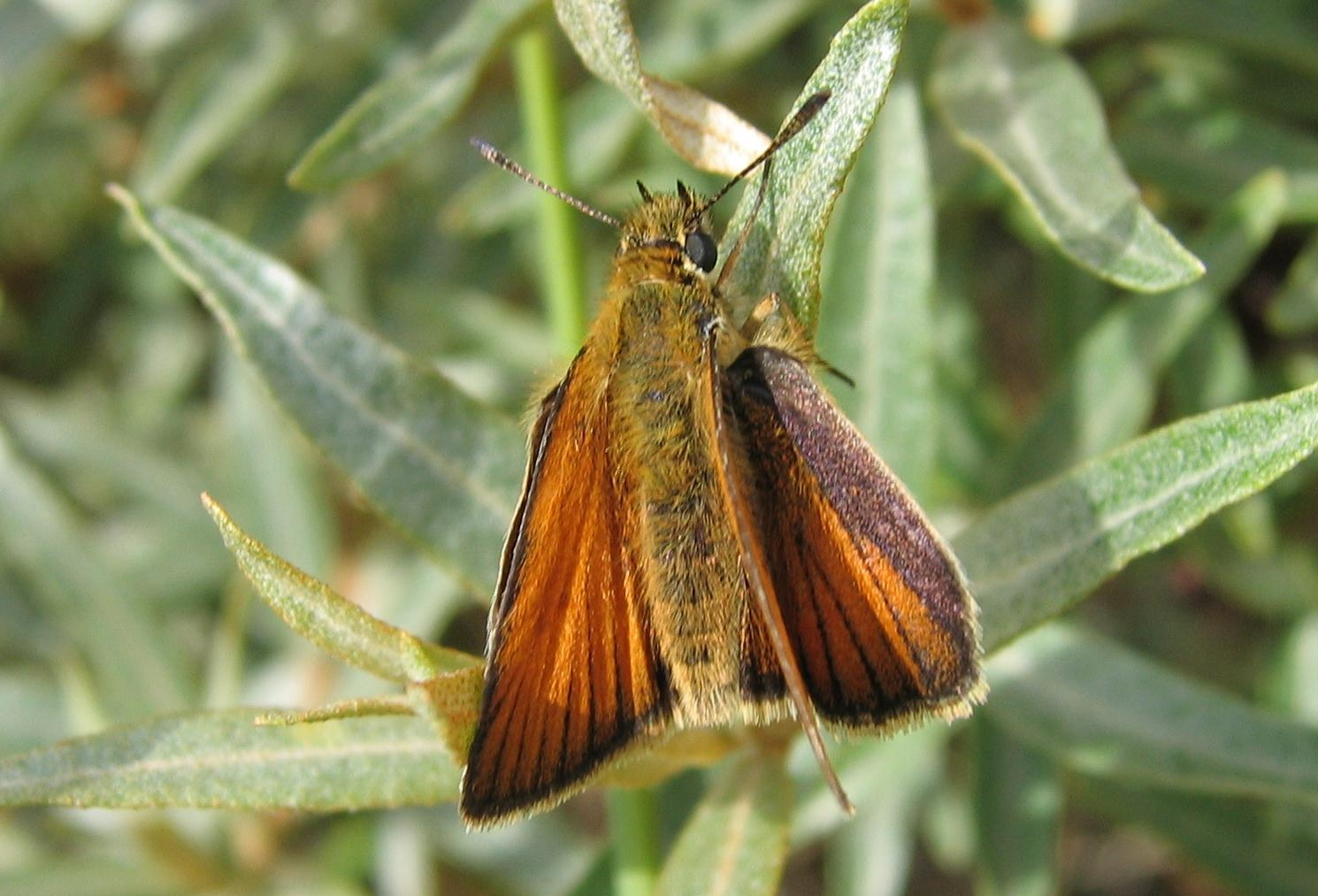
Thymelicus lineola (Ochsenheimer, 1808)

## Heteropterinae

### Carterocephalus

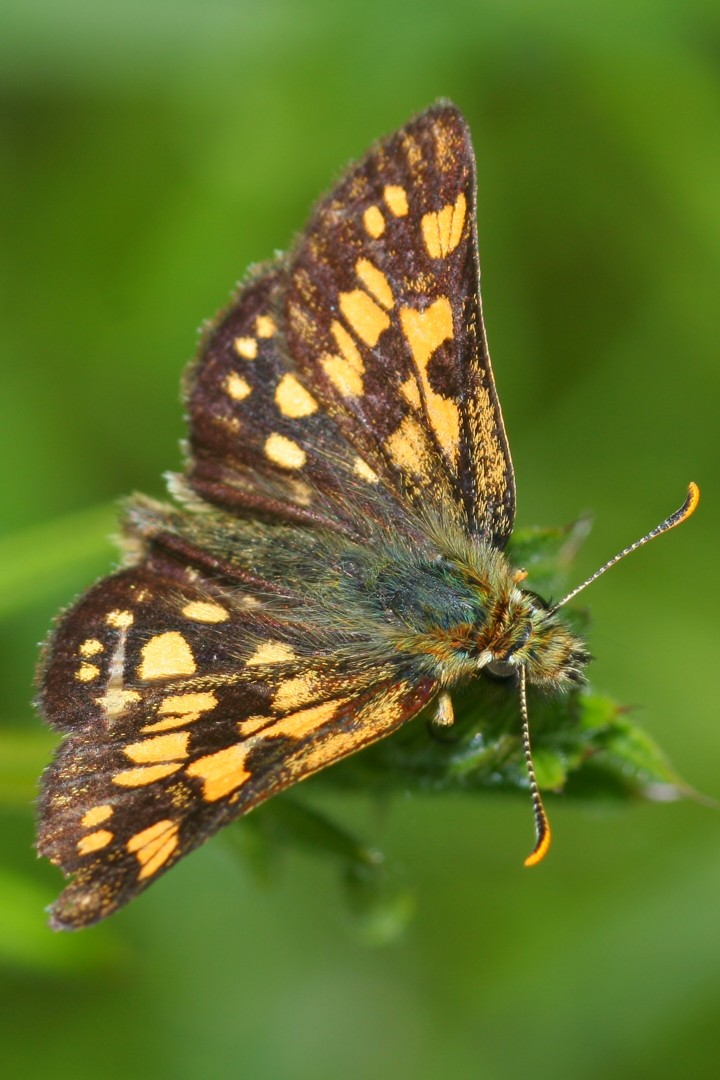
Carterocephalus palaemon (Pallas, 1771)
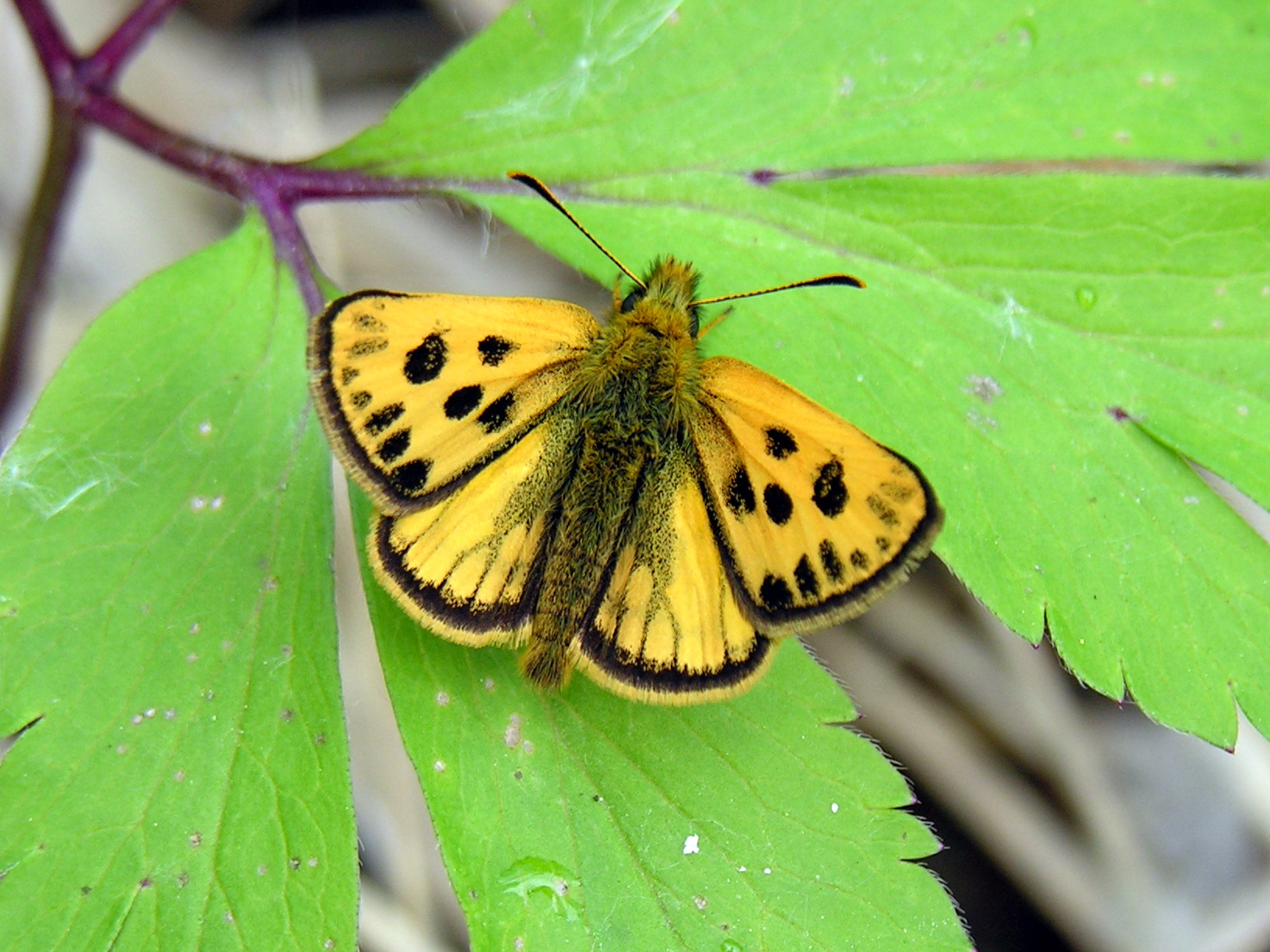
Carterocephalus silvicola (Meigen, 1829)

### Heteropterus

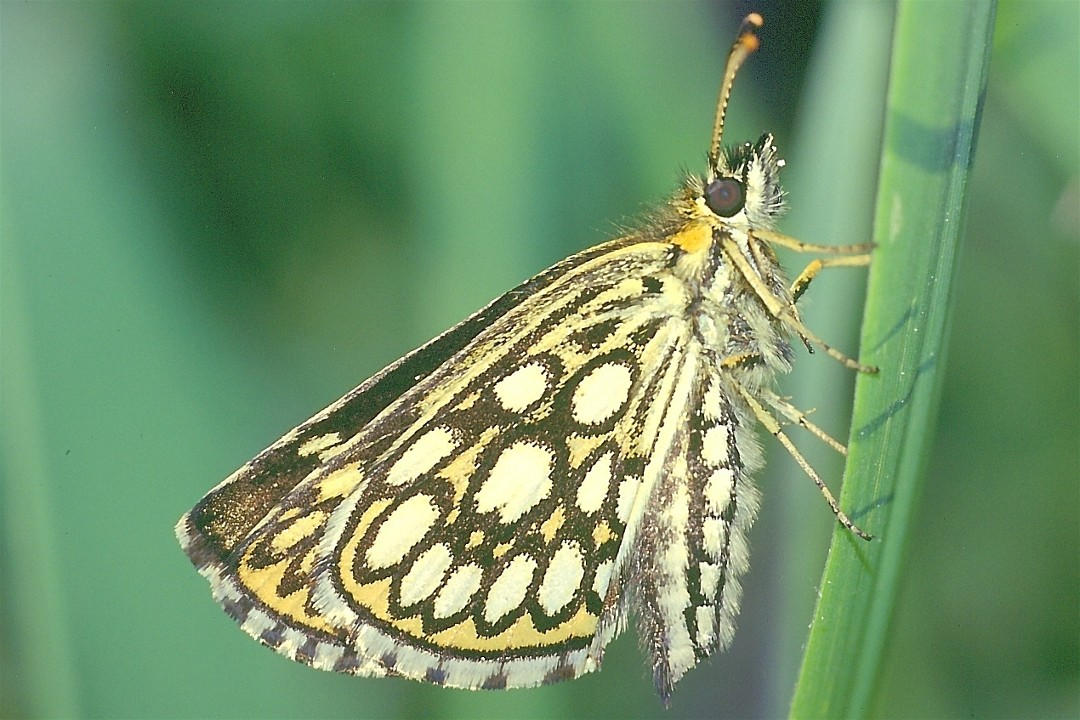
Heteropterus morpheus (Pallas, 1771)

### Metisella

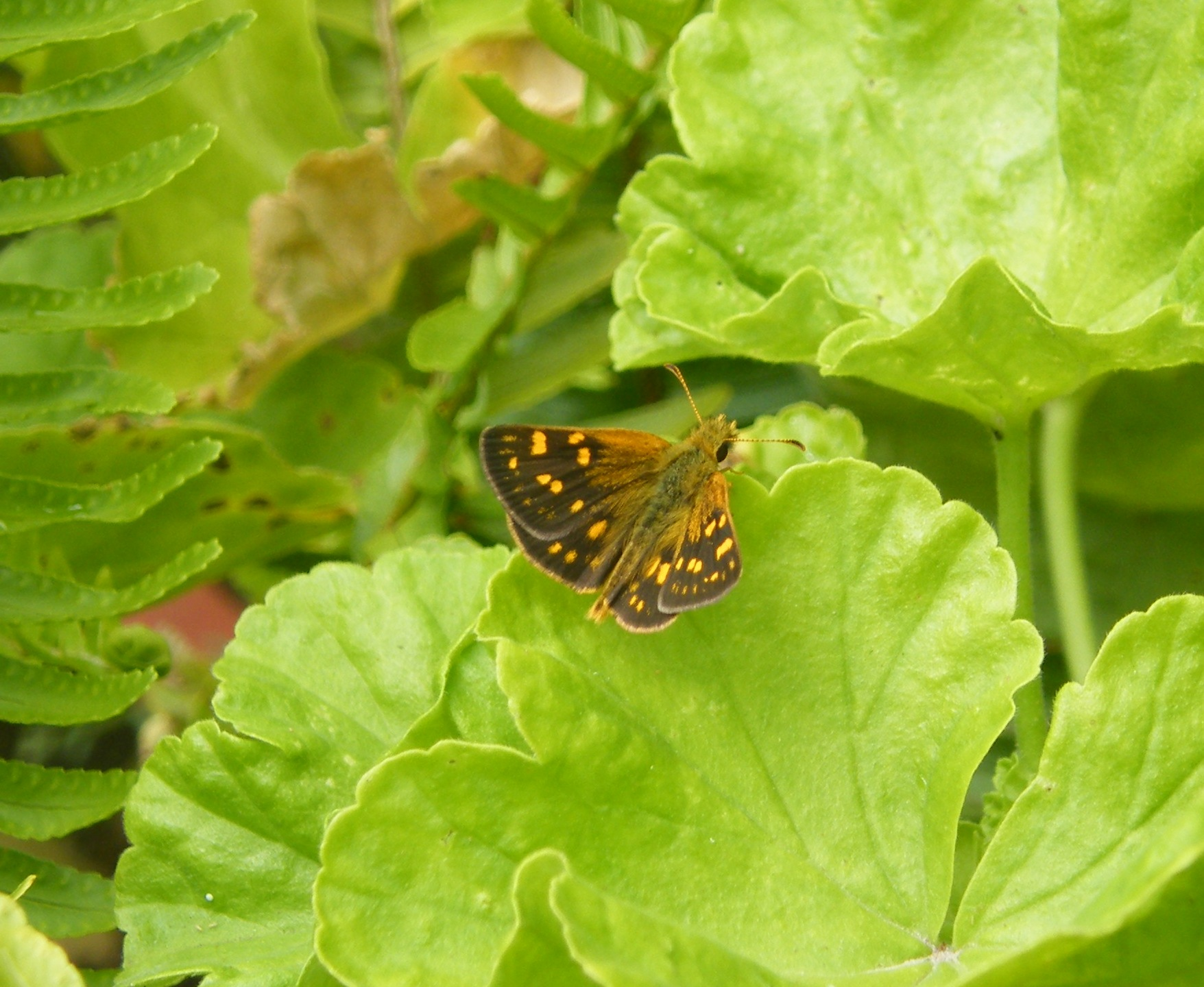
Metisella metis

## Pyrginae

### Erynnis

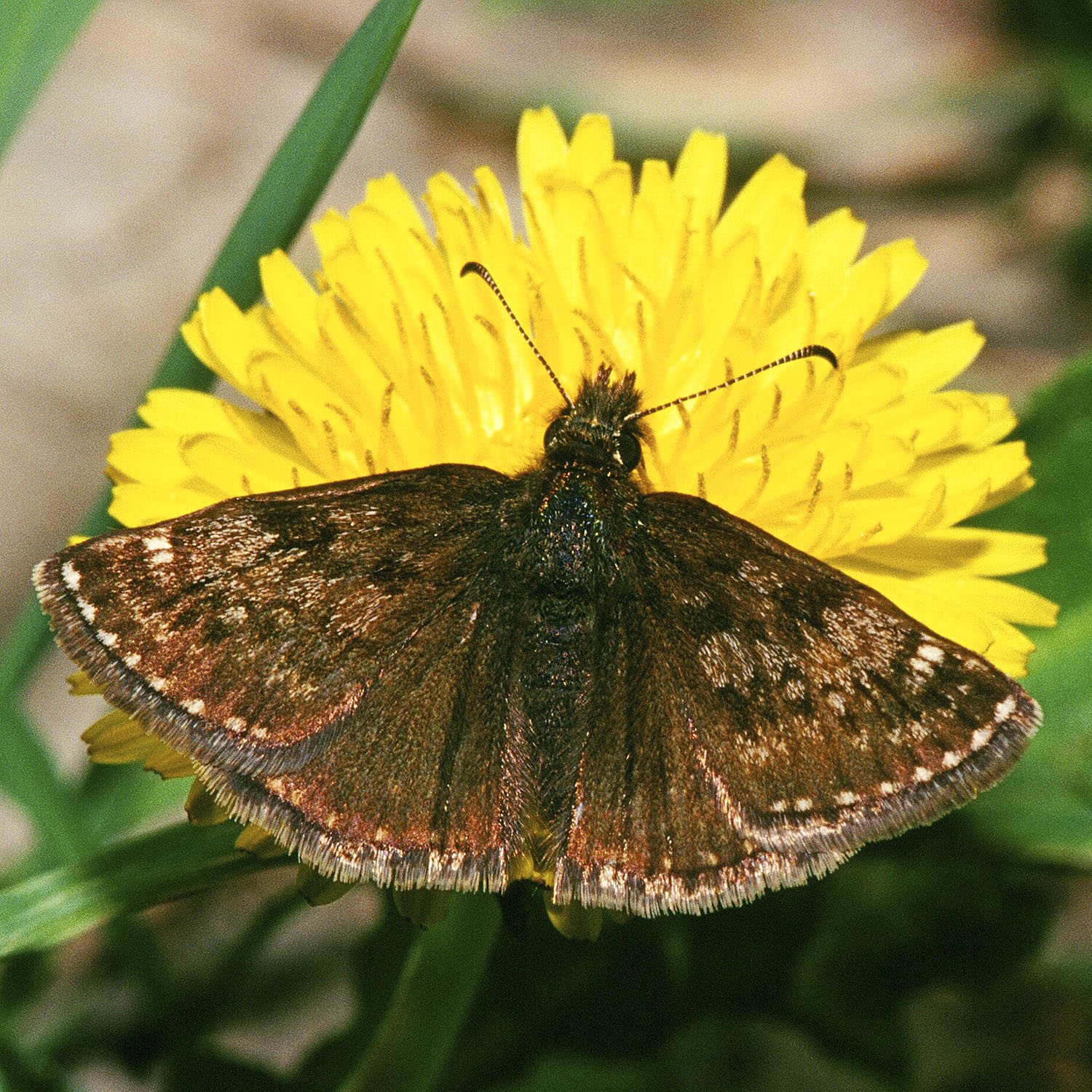
Erynnis tages (Hoffmannsegg, 1804)
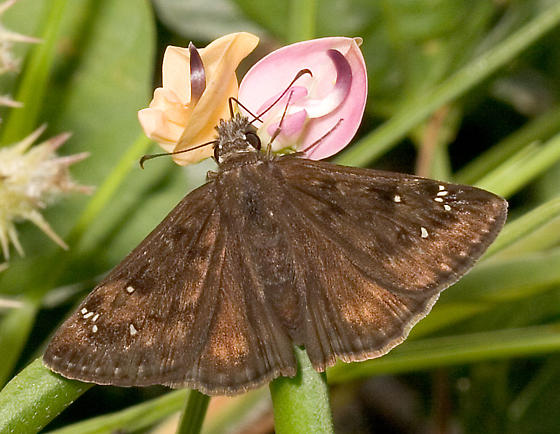
Erynnis horatius

### Pyrgus

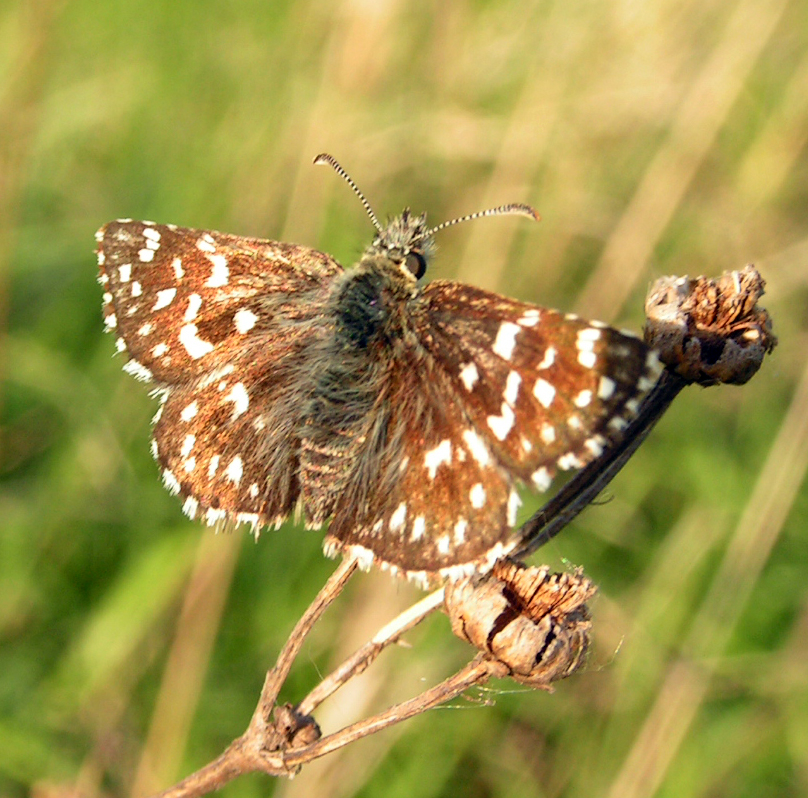
Pyrgus malvae (Linnaeus, 1758)
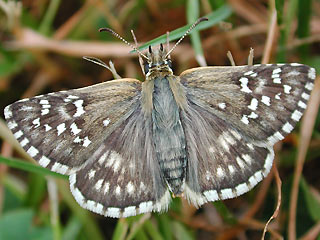
Pyrgus carthami
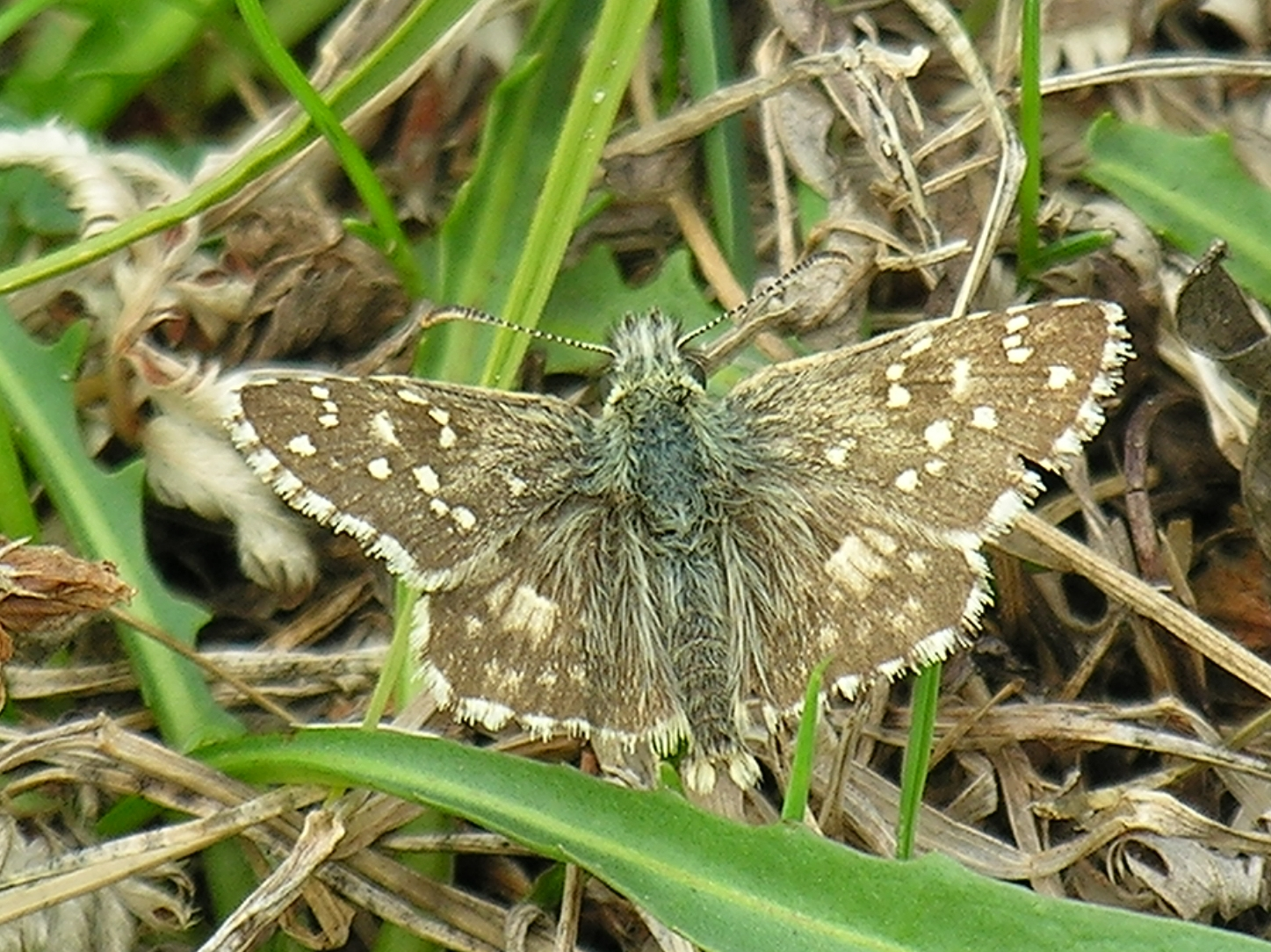
Pyrgus armoricanus
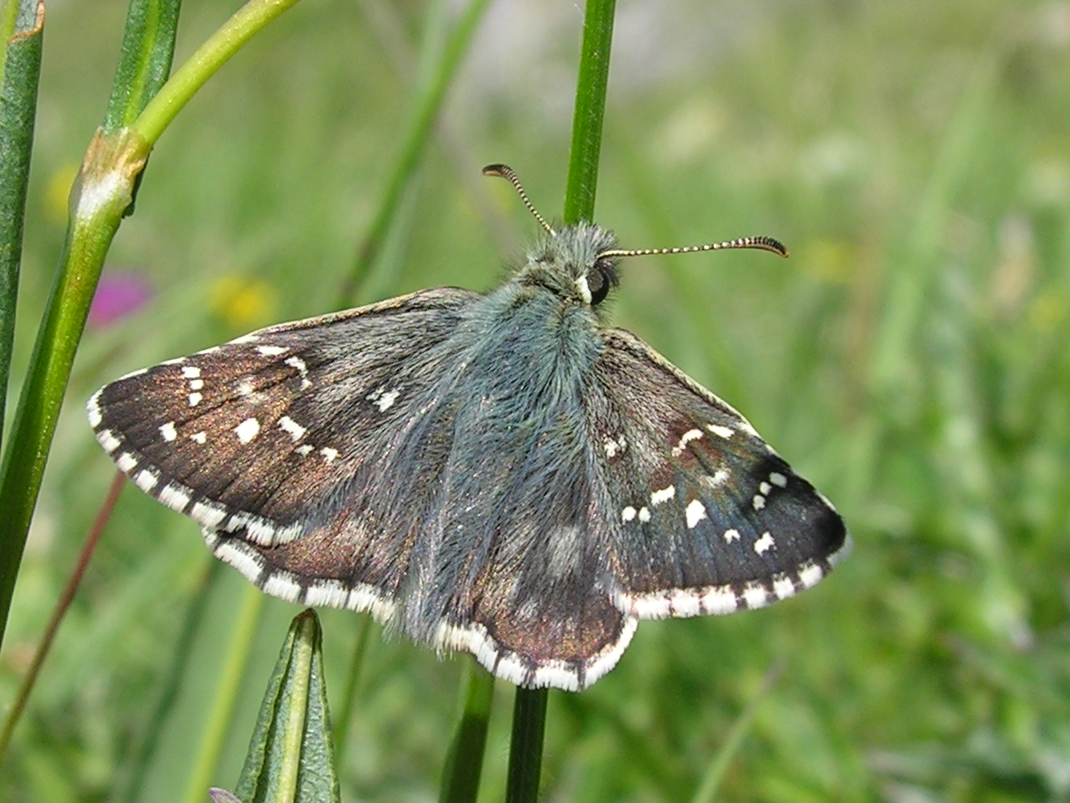
Pyrgus serratulae

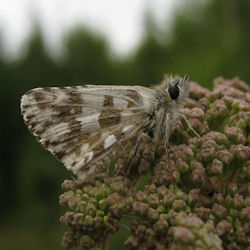
Pyrgus alveus
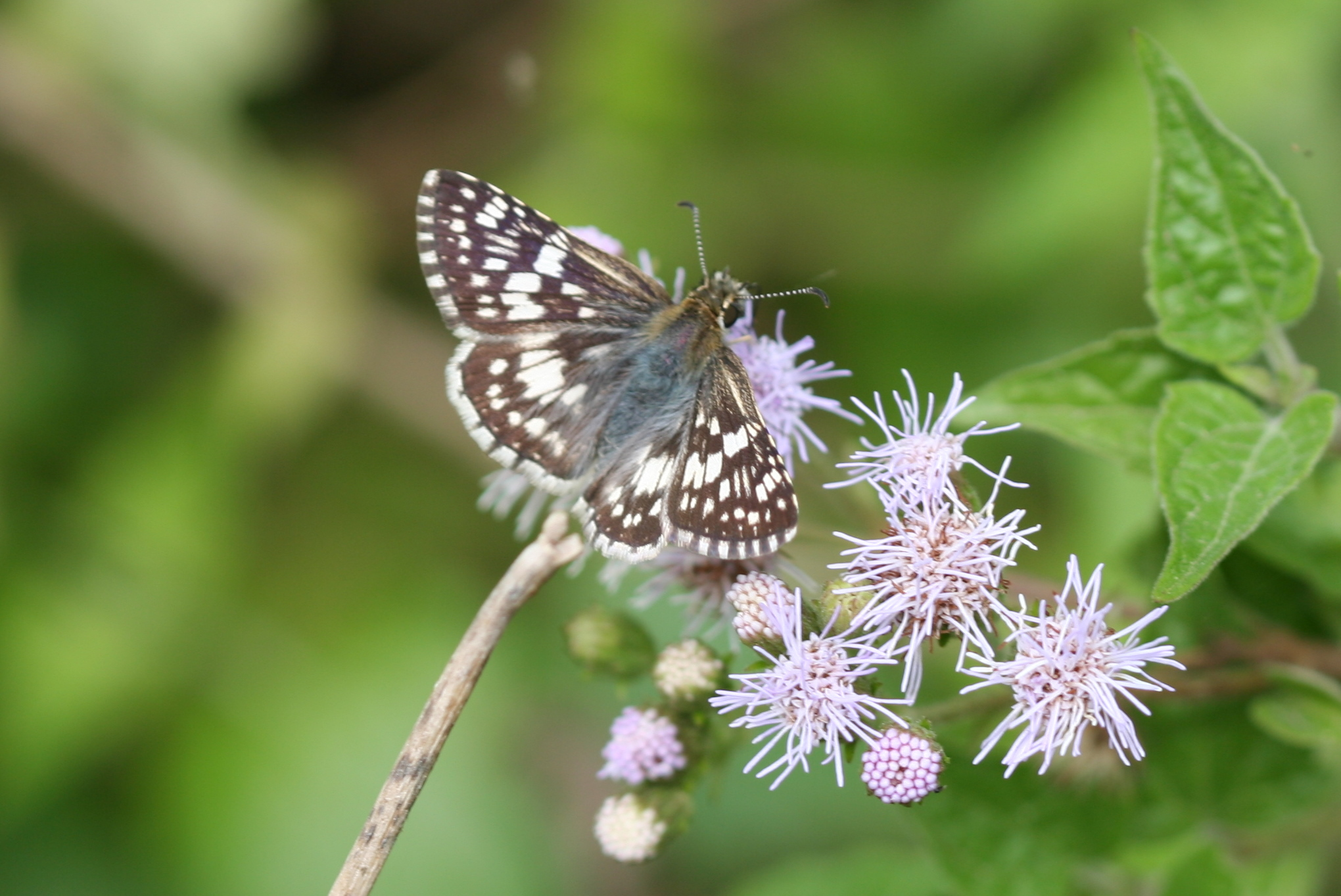
Pyrgus albescens
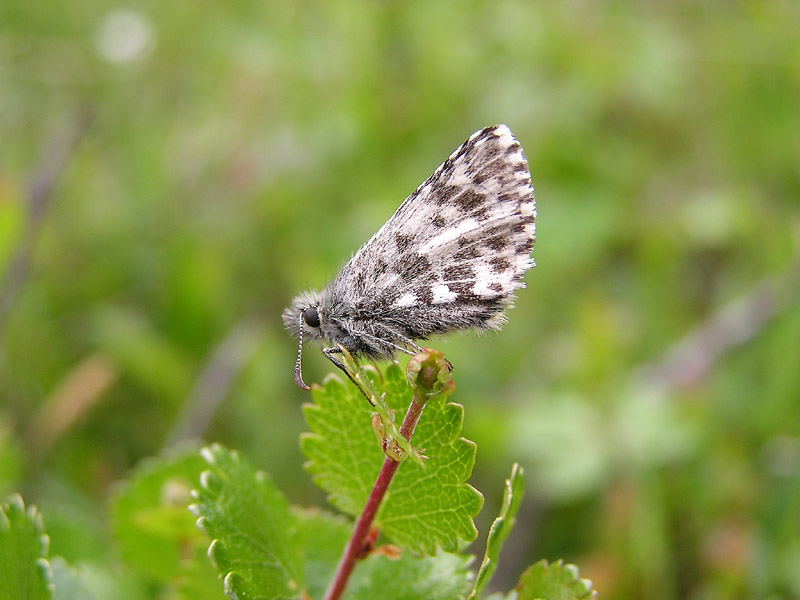
Pyrgus centaureae

### Spialia

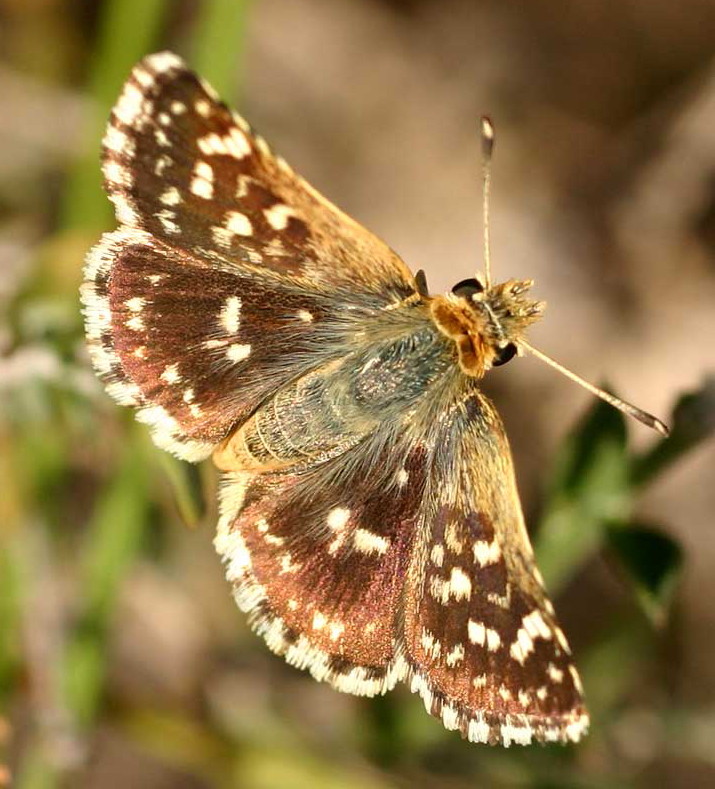
Spialia sertorius (Hoffmannsegg, 1804)

### Urbanus

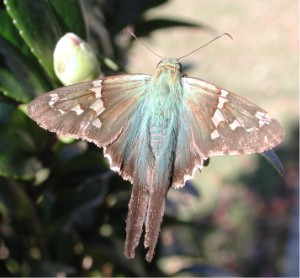
Urbanus proteus (Linnaeus, 1758)
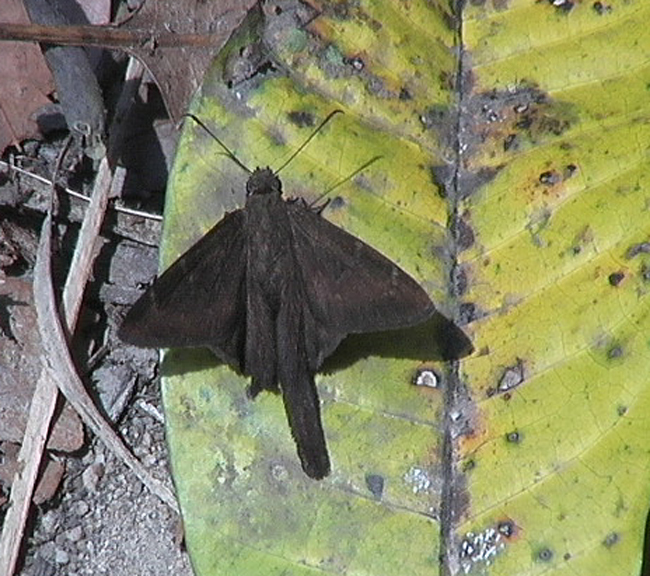
Urbanus sp. (procne ou simplicius)